# Jordin Andrade
Jordin Andrade, född 5 maj 1992, är en friidrottare från Kap Verde. Han deltog vid olympiska sommarspelen 2016 och olympiska sommarspelen 2020.